# Ryan Williams (Leichtathlet)
Ryan Williams (* 26. März 2000) ist ein Leichtathlet aus Namibia, der im Kugelstoßen und im Diskuswurf an den Start geht.

## Sportliche Laufbahn
Erste internationale Erfahrungen sammelte Ryan Williams 2017 bei den U18-Weltmeisterschaften in Nairobi, bei denen er im Diskuswurf mit 53,83 m in der Qualifikation ausschied. Zwei Jahre später gewann er bei den Juniorenafrikameisterschaften in Abidjan mit 16,02 m die Bronzemedaille im Kugelstoßen mit der 6-kg-Kugel und sicherte sich auch im Diskuswurf mit dem etwas leichteren Diskus mit einer Weite von 53,37 m die Bronzemedaille. Anschließend nahm er erstmals an den Afrikaspielen in Rabat teil und belegte dort mit 53,01 m den sechsten Platz. Bei den Afrikameisterschaften 2022 in Port Louis gewann er mit einer Weite von 56,70 m die Bronzemedaille hinter den Südafrikanern Werner Visser und Victor Hogan und egalisierte damit den von ihm gehaltenen namibischen Landesrekord. Bei den Commonwealth Games in Birmingham schied er mit einer Weite von 55,54 m in der Vorrunde aus. 2024 gewann er dann bei den Afrikaspielen in Accra im Diskuswurf mit 55,42 m die Bronzemedaille hinter dem Südafrikaner Victor Hogan und Oussama Khennoussi aus Algerien. Bei den Afrikameisterschaften im Juni gewann er mit 56,78 m die Bronzemedaille hinter dem Algerier Khennoussi und Hogan aus Südafrika.
In den Jahren von 2017 bis 2020 sowie 2023 und 2024 wurde Williams namibischer Meister im Diskuswurf sowie 2017 und 2019 auch im Kugelstoßen.

## Persönliche Bestzeiten
- Kugelstoßen: 15,59 m, 6. April 2024 in Stellenbosch
- Diskuswurf: 61,15 m, 26. April 2023 in Potchefstroom (namibischer Rekord)